# مايسون داي
مايسون داي (مواليد 15 يوليو 1994) هو ممثل أمريكي، أشتهر لدوره في مسلسل ذئب مراهق والموسم الرابع من مسلسل أشياء غريبة.

## وصلات خارجية
- مايسون داي على موقع IMDb (الإنجليزية)
- مايسون داي على موقع ألو سيني (الفرنسية)
- مايسون داي على موقع أول موفي (الإنجليزية)
- مايسون داي على موقع قاعدة بيانات الفيلم (الإنجليزية)
- مايسون داي على موقع كينوبويسك (الروسية)